# キャビテーション

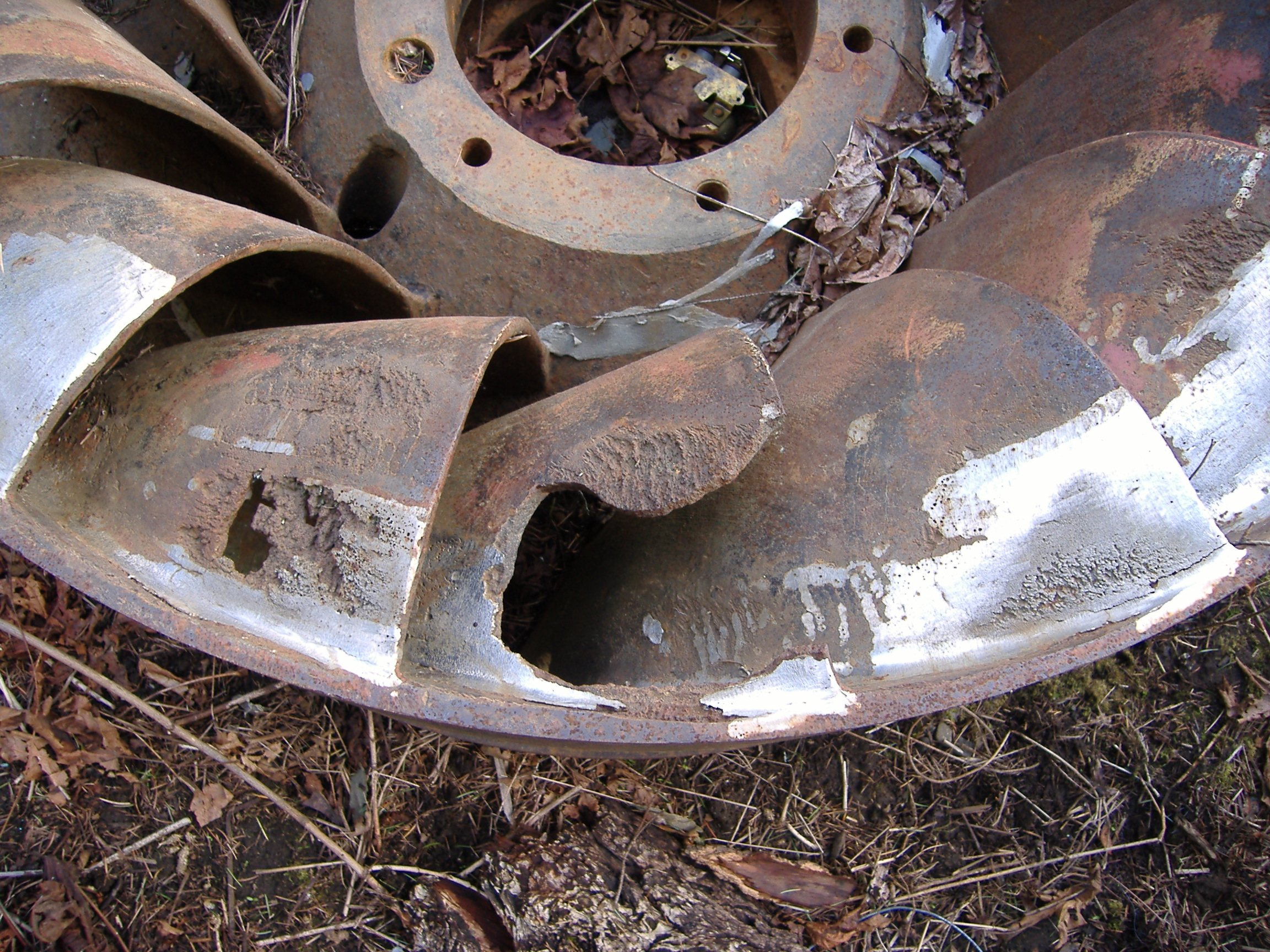
キャビテーションにより壊食した水車

キャビテーション（英: cavitation）は、液体の流れの中で圧力差により短時間に泡の発生と消滅が起きる物理現象である。空洞現象ともいわれる。この現象は19世紀末に、高速船用のプロペラが、予想された性能を発揮しなかったことから発見された。

## 現象
液体の流れの中で圧力がごく短時間だけ（水では大気圧の1/50程度の）飽和蒸気圧より低くなったとき、液体中に存在する100マイクロメートル以下のごく微小な「気泡核」を核として液体が沸騰したり溶存気体の遊離によって小さな気泡が多数生じる。気泡核がなければ気泡も簡単には発生しない。

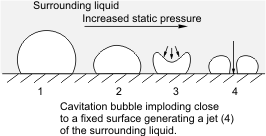

圧力が変化すると沸騰などによって生じた気体の体積も変化し泡の大きさが変わる。膨張と収縮を繰り返しながら圧力の上昇に応じてしだいに小さくなってゆく。小さくなる過程で、プロペラのような硬い表面近くの泡は粘性と表面張力も作用して、その表面に張り付きながら泡の遠い側がくぼみ、ジェットの勢いで表面に衝突して泡は分裂する。このジェット流で硬い表面にエロージョン（壊食）が発生する。この過程は次の気泡運動力学のレイリー（Rayleigh）の運動方程式で記述される。
{\displaystyle R{\frac {d^{2}R}{dt^{2}}}+{\frac {3}{2}}\left({\frac {dR}{dt}}\right)^{2}={\frac {p-p_{\infty }}{\rho }}}
- {\displaystyle R} ：気泡の半径
- {\displaystyle p}、{\displaystyle p_{\infty }} ：気泡表面および外部無限遠の圧力
- {\displaystyle \rho }：液体の密度

最終的には周囲の圧力が飽和蒸気圧より高くなり、周囲の液体は泡の中心に向かって殺到して、気泡が消滅する瞬間に中心で衝突するため、微小ながら強い圧力波が発生し、騒音・振動を発生させる。あまりに圧力が高い場合には金属が破損する場合もある。爆薬の水中爆発によって大量の高圧気泡が発生することによって起こる破壊力を持ったキャビテーションの波をバブルパルスと呼ぶ。
水中でのキャビテーションの作る30マイクロメートル前後の微小な泡は、50キロヘルツ以上の高周波水中振動波（水中音波）を高い効率で減衰する。

### 支配要因
キャビテーションを支配する要因として、以下が考えられている。
- 翼型など物体の形状や表面粗さ
- 流れの圧力、速度、乱れ
- 液体の物性：蒸気圧、表面張力、粘性、圧縮性など
- 液体中の含まれる不純物（固体、気体）
- 物体表面の状態、濡れ性

これらのうち、流れの状態を表す基本的な無次元数として、キャビテーション数σが定義されている。
{\displaystyle \sigma ={\frac {p_{\infty }-p_{v}}{{\frac {1}{2}}\rho U_{\infty }^{2}}}}
- {\displaystyle p_{\infty }}、{\displaystyle U_{\infty }}  ：無限遠の流体の静圧、流速
- {\displaystyle p_{v}}、{\displaystyle \rho } 流体の蒸気圧、密度

また、トーマのキャビテーション数（Thoma's sigma）{\displaystyle \sigma _{\rm {T}}}  も用いられる。
{\displaystyle \sigma _{\rm {T}}={\frac {NPSH}{H}}}
- {\displaystyle NPSH}：有効吸込みヘッド
- {\displaystyle H} ：全揚程

## 分類

### 様子と発生原因による分類
キャビテーションはその様子と発生原因で以下のように分類できる。
トラベリング・キャビテーション
数が少なくて大きい気泡が、物体表面近くを主流に乗って流れていくもの。
フィックスド・キャビテーション
1つの大きなキャビティが物体表面についていて、見かけ上動かないもの。
ボルテックス・キャビテーション
渦の中心部に発生するもの。他のキャビテーションに比べ、安定で崩壊しにくい特徴がある。
バイブトラリー・キャビテーション
超音波振動子の表面にでき、巨視的な流れがなく、振動子の動きに従って気泡の発生、崩壊を繰り返すもの。

### 舶用プロペラ
また、舶用プロペラの場合には以下のような分類がされる。
チップ・ボルテックス・キャビテーション
プロペラ翼端から放出される自由渦の中心が低圧のため、ひも状に発生するもの。
シート・キャビテーション
フィックスド・キャビテーションと同様のもので、翼の前縁付近から発生する膜状のもの。
バブル・キャビテーション
トラベリング・キャビテーションと同様のもので、気泡状のキャビティが翼面上で成長し崩壊するもの。
クラウド・キャビテーション、フォーミング・キャビテーション
シート・キャビテーションが急激に崩壊して、無数の小さなキャビティ群になり雲状になったもの。
ルート・キャビテーション
翼の表面に付着して見えるシート状のキャビテーションで、1つの薄い気泡の場合と小さな気泡群の場合がある。

## 実例
庭の水撒き
勢いよく庭の水撒きをしている時に水道ホースが曲がって狭くなった所が「シャーッ」と音をたてるのは、キャビテーションが発生しているためである。透明なホースでは曲がった直後の数センチメートルだけ、内部の水が白濁しているのが見える。
超音波洗浄機
超音波でキャビテーションを発生させ、物体の表面から汚れを落とす。
スクリュープロペラ類
キャビテーションの発生は、発生する気泡により、スクリュープロペラ等が十分な水を押し出せない、いわば空回りに近い状態を生み出すため、無駄なエネルギーが消費されて機器の効率を低下させる。また同時に発生する圧力波がこれらの機器の動翼表面のエロージョン（壊食）を起こして、効率を下げたり壊したりすることがある。21世紀の潜水艦のスクリューは、東芝機械ココム違反事件で話題になったスキュード・プロペラによって、プロペラ周囲に発生する水中圧力の低下を出来るだけ抑えてキャビテーションの発生を低減している。とはいえ、潜水艦がキャビテーションを発生させるのはほぼ海面付近に限られており、数10メートルも潜航すればキャビテーションは水圧の影響で発生しなくなる。
ポンプ
媒体（水や油など）を圧送するために、機械による圧力変化を利用した代表的な流体機械のため、多くの箇所でキャビテーションが発生しやすく、またその影響を受けやすい。
液圧システムのバルブや配管
媒体（水や油など）が流れる際に、流路の断面積や形状が不適切だと流速が不均等になったり、乱流が起きる要因になる。そうした箇所でキャビテーションが発生しやすくなる。
内燃機関
水冷エンジンのウォーターポンプ内部には圧送のためにインペラーと呼ばれる羽根車がある。この箇所でキャビテーションが発生しやすく、損耗する原因ともなっている。
ロケットエンジン
液体燃料ロケットエンジンのターボポンプでは、その条件の過酷さから、トラブルの一因としてキャビテーションがある。
クラッキング (関節)
人間の関節を急激に曲げたときなどに「ポキッ」と鳴る音は、関節内の液体中に圧力が低くなることで気泡が発生し、それがつぶれる時に発せられるキャビテーションという説がある。
テッポウエビ
水中ではさみを急に閉める事でキャビテーションを起こし、その音と衝撃によって獲物を捕らえたり外敵から身を守ったりする生態をもつ。
シャコパンチ
モンハナシャコが獲物をパンチで攻撃する時にも腕の周りに発生する。

## 機器への影響と防止法
一般的に、流体機械にとってキャビテーションは害になり、以下の影響を与える。
- 流体機械の性能劣化、部品破損
- 機器表面の壊食
- 振動や騒音の発生

キャビテーションを起こさないようにするには、形状、面積を最適化するという2つの方法がある。
- 流体の圧力を飽和蒸気圧以下とならないように流体接触面の形状を最適化する。
- 流体との接触面積を広くすることで飽和蒸気圧以下にならずに必要な力の伝達が行なえるように、プロペラなどを大きくする。

## スーパーキャビテーション
水中で移動する物体の速度を増加させていくと、それにつれてキャビテーションによる気泡の発生する量が増加していき、ついには物体をほぼ完全に覆ってしまう。この現象をスーパーキャビテーションと呼ぶ。これを積極的に利用した応用の一例としてスーパーキャビテーション・プロペラがある。
先端部を除き水との直接の接触が避けられることで、いわゆる粘性抵抗から自由になるという特長が得られ、水中において従来はありえなかった移動速度が可能になる。物体全体としてそれを利用したものとしては、代表例にソ連の魚雷、シクヴァルがある。シクヴァルは、人為的に大量の気泡を先端部から発生させ、そこにできた空洞内に魚雷全体を包むことで水の抗力を低減しているとされており、水中でありながら200ノット（約370キロメートル毎時）以上の速度を実現しているといわれている。